# Pollenfeld
Pollenfeld er en kommune i Landkreis Eichstätt i Regierungsbezirk Oberbayern i den tyske delstat Bayern. Den udgør sammen med kommunerne Schernfeld og Walting Verwaltungsgemeinschaft Eichstätt.

## Geografi
Pollenfeld ligger i Region Ingolstadt 8 km nord for landkreisens hovedby Eichstätt i Fränkische Alb.

### Inddeling
Der er følgende landsbyer og bebyggelser: Pollenfeld, Seuversholz, Sornhüll, Wachenzell, Weigersdorf, Preith.
- Wikimedia Commons har flere filer relateret til Pollenfeld